# Fischach
Fischach är en köping (Markt) i Landkreis Augsburg i Regierungsbezirk Schwaben i förbundslandet Bayern i Tyskland.